# Thorsten Fink
Thorsten Fink (* 29. října 1967, Dortmund, Západní Německo) je bývalý německý fotbalista, který nastupoval na postu záložníka. Coby trenér naposledy vedl japonský celek Vissel Kóbe.

## Klubová kariéra
Dospívající Fink byl v dorostu Borussie Dortmund, odkud v roce 1989 odešel do týmu SG Wattenscheid 09. Mezi roky 1994–1997 hrál za Karlsruher SC. Od roku 1997 do roku 2006 působil v Bayernu Mnichov, se kterým se dostal až do finále Ligy mistrů v ročníku 1998/99, později též v ročníku 2000/01. Ve finále Ligy mistrů roku 1999 zasáhl do zápasu jako náhradník, když vystřídal v 79. minutě Lothara Matthäuse. V 91. minutě zčásti zavinil vyrovnávací gól Teddyho Sheringhama na 1–1, zápas nakonec United senzačně otočili na výhru 2–1 po gólu Ole Gunnar Solskjæra.
Přesto nakonec titul v Lize mistrů získal, ve finále roku 2001 porazil Bayern Valencii.

## Trenérská kariéra
Trénovat začal v klubu Red Bull Salzburg, tedy v jeho rezervním týmu FC Liefering. V lednu 2008 se stal koučem Ingolstadtu,
se kterým postoupil z Regionalliga Süd do druhé nejvyšší německé soutěže.
V roce 2015 jednal o angažmá v pražské Spartě a také o angažmá v německém Hannover 96, nakonec se upsal Austrii Vídeň.
Zde působil do jara 2018, kdy byl propuštěn.

### Grasshoppers
V závěru dubna 2018 se stal koučem Grasshoppers Zürich,
se kterým zakončil sezónu 2017/18 na předposledním devátém místě.